# 檜原中継局
檜原中継局（ひのはらちゅうけいきょく）は、東京都西多摩郡檜原村にあるエフエム東京（TOKYO FM）の放送中継局である。この記事では、かつて同村内にあった中継局についても記述する。

## FMラジオ放送
| 放送局名              | 周波数  | 空中線 電力 | 実効輻射 電力 | 放送対象地域 | 放送区域内世帯数 | 予備免許公布日 | 本免許公布日  | 開局日         |
| --------------------- | ------- | ----------- | ------------- | ------------ | ---------------- | -------------- | ------------- | -------------- |
| TOKYO FM エフエム東京 | 86.6MHz | 300W        | 800W          | 東京都       | 約-世帯          | 2015年10月1日  | 2015年12月8日 | 2015年12月14日 |

- 同親局の予備送信所も併設されている[6]。

## 過去に檜原村内にあった中継局

### 地上アナログテレビジョン放送
同村下元郷の臼杵山北峰の臼杵神社北北西に置かれ、檜原村内などへ電波を発射していた。また東京メトロポリタンテレビジョン(TOKYO MX)の中継局のみ置かれ、在京広域テレビ局は、当地に中継局を置いておらず、デジタル放送は設置の目途が立っていない。送信空中線海抜高は816mで、1997年当時東京都内に置かれていた中継局としては最高所にあった。
| 放送局名 | チャンネル | 空中線電力       | 実効輻射電力       | 偏波面   | 放送対象地域 | 放送区域内世帯数 | 開局日        | 閉局日        |
| -------- | ---------- | ---------------- | ------------------ | -------- | ------------ | ---------------- | ------------- | ------------- |
| TOKYO MX | 62ch       | 映像3W 音声750mW | 映像13.5W 音声3.4W | 水平偏波 | 東京都       | 456世帯          | 1996年8月20日 | 2011年7月24日 |

### マルチメディア放送
| 放送局名 | 局名      | 周波数        | 空中線 電力 | 実効輻射 電力 | 放送区域                       | 放送区域内 世帯数 | 開局日         | 閉局日        |
| -------- | --------- | ------------- | ----------- | ------------- | ------------------------------ | ----------------- | -------------- | ------------- |
| i-dio    | V-Low檜原 | 105.428571MHz | 2kW         | 7.5kW         | 東京都西部エリア、埼玉県の一部 | 約-世帯           | 2017年10月10日 | 2020年3月31日 |